# Salé
Salé (Berber: SLA / Sala, tiếng Ả Rập: سلا; asla từ Berber, có nghĩa là "đá") là một thành phố ở tây bắc Morocco, trên bờ phải của sông Regreg Bou, đối diện với thủ đô Rabat, và Salé có vai trò như nơi sinh sống của dân Rabat. Được thành lập trong thời cổ như là một thuộc địa Phoenicia, nó đã trở thành một nơi trú ẩn của bọn cướp biển là một nước cộng hòa độc lập trước khi được đưa vào Alaouite Morocco.
Tên của thành phố đôi khi được phiên âm như Salli hoặc Sallee. Quốc lộ 6 kết nối nó với Fes và Meknes ở phía đông. Dân số của thành phố khoảng 800.000 người.